# Meniscomorpha bullata
Meniscomorpha bullata là một loài tò vò trong họ Ichneumonidae.